# Герб Зіньківського району
Герб Зіньківського району — офіційний символ Зіньківського району. Затверджений рішенням сесії Зіньківської районної ради 26 грудня 2000 року.

## Опис
Щит чотиричасний з червоним щитком, на якому золоті кадуцей і ріг достатку в косий хрест. На першій лазуровій частині золотий лапчастий хрест; на другій золотій червоний куманець; на третій золотій червоне серце; на четвертій лазуровій золоте сонце. Щит увінчано мурованою короною з написом над нею «Зіньківщина». Справа щит обрамлено зеленими дубовими листками з жолудями, зліва листками калини з червоними гронами, обвитими синьо-жовтою стрічкою.